# Songcheon-dong, Seoul
Songcheon-dong (koreanska: 송천동)  är en stadsdel i huvudstaden Seoul i Sydkorea.  Den ligger i stadsdistriktet Gangbuk-gu. 